# 기쓰레가와번
키츠레가와번(일본어: 喜連川藩 きつれがわはん[*])은 세키가하라 전투 후에 시모츠케국 시오야군 키츠레가와 (현 도치기현 사쿠라시 키츠레가와)에 세워진 번이다. 번청은 키츠레가와 진야이다. 번주는 아시카가 쿠니토모 (정실 코가 공방 아시카가 우지히메)를 번조로하는 키츠레가와가이다. 키츠레가와가는 아시카가 타카우지의 차남 아시카가 모토우지의 후예이며, 명족 아시카가씨 가운데 유일하게 메이지 유신까지 다이묘격으로 존속한 가문이다 (분가를 포함하면 호소카와씨도 포함된다).

## 역대 번주

### 키츠레가와 (아시카가)가
토자마 다이묘. 고쿠다카 : 3500석 → 4500석 → 5000석
- 번조 아시카가 쿠니토모 (키츠레가와 쿠니토모)
  1. 키츠레가와 요리우지
  2. 키츠레가와 타카노부
  3. 키츠레가와 아키우지
  4. 키츠레가와 우지하루
  5. 키츠레가와 시게우지
  6. 키츠레가와 우지츠라
  7. 키츠레가와 야스우지
  8. 키츠레가와 치카우지
  9. 키츠레가와 히로우지
  10. 키츠레가와 노리우지 - 키츠레가와 카즈우지를 쿠마모토번에서 맞이했지만, 노리우지로 양자 교체
  11. 키츠레가와 츠나우지
  12. 아시카가 사토우지 - 아시카가 성씨로 복성

## 키츠레가와번의 가신
- 아키모토 요스케 - 의사. 가로
- 니카이도 사다아키 - 가로

## 번 저택
키츠레가와번은 위에 쓰여진 바와 같이, 참근교대의 의무를 면제받았기 때문에, 막부로부터 에도 저택을 받지 못했지만, 연초 참부 때 등의 편리성으로 겐로쿠 연간에 사비로 코즈케 시노바즈 연못 근처의 시모야 이케노하타에 에도 저택을 구입했다. 다른 번과 달리, 번주의 아내와 자녀를 살게 할 필요도 없었고, 규모가 작은 번이었기때문에, 에도 저택에 상주하는 번사는 3명 정도였다.

## 키츠레가와 진야
키츠레가와 진야(일본어: 喜連川陣屋 きつれがわじんや[*])는 현재 사쿠라시에 있었던 진야이다. 현재, 터는 사쿠라시 키츠레가와 청사 (구 키츠레가와마치 사무소)이다. 또한, 시내의 개인집에 성문이 이축 현존하고 있으며, 문에는 아시카가씨의 가몬 화장이 남아있다.

## 막부 말기의 영지
- 시모츠케국
  - 츠가군 중 13개 마을
  - 하가군 중 2개 마을
  - 시오야군 중 15개 마을

## 같이 보기
- 히라지마 공방
- 키츠레가와 한간
- 키츠레가와 소동
- 토케이지